# Snortikker
De snortikker (Chorthippus mollis) is een rechtvleugelig insect uit de familie veldsprinkhanen (Acrididae), onderfamilie Gomphocerinae. De soort wordt ook wel tot het geslacht Glyptobothrus gerekend.

## Kenmerken
De kleur is bruin, zelden groen, de zijkielen van het halsschild zijn vrij sterk naar elkaar toe geknikt. De soort is langgevleugeld, de vleugels van het mannetje steken tot iets voorbij de achterlijfspunt, die van de vrouwtjes zijn iets korter. De vleugels hebben een chorthippuslobje. De achterlijfspunt is soms rood gekleurd. Mannetjes bereiken een lengte van 13 tot 17 millimeter, de vrouwtjes zijn 18 tot 23 mm lang.

### Onderscheid met andere soorten
De snortikker is alleen te verwarren met de ratelaar en de bruine sprinkhaan. Determinatie kan plaatsvinden door de geluiden te vergelijken of het aantal tandjes op de achterpoot te tellen.

## Verspreiding
De snortikker komt voor in een groot deel van Europa en is overal in Nederland en België algemeen. De habitat bestaat uit droge warme graslanden.

## Levenswijze
De snortikker is als volwassen insect te zien van juni tot september en is vooral actief tussen negen uur in de ochtend en zeven uur in de avond. Het geluid bestaat uit een aanzwellend, regelmatige tikkende en snorrende geluiden, het lijkt enigszins op het geluid van het locomotiefje.

## Afbeeldingen

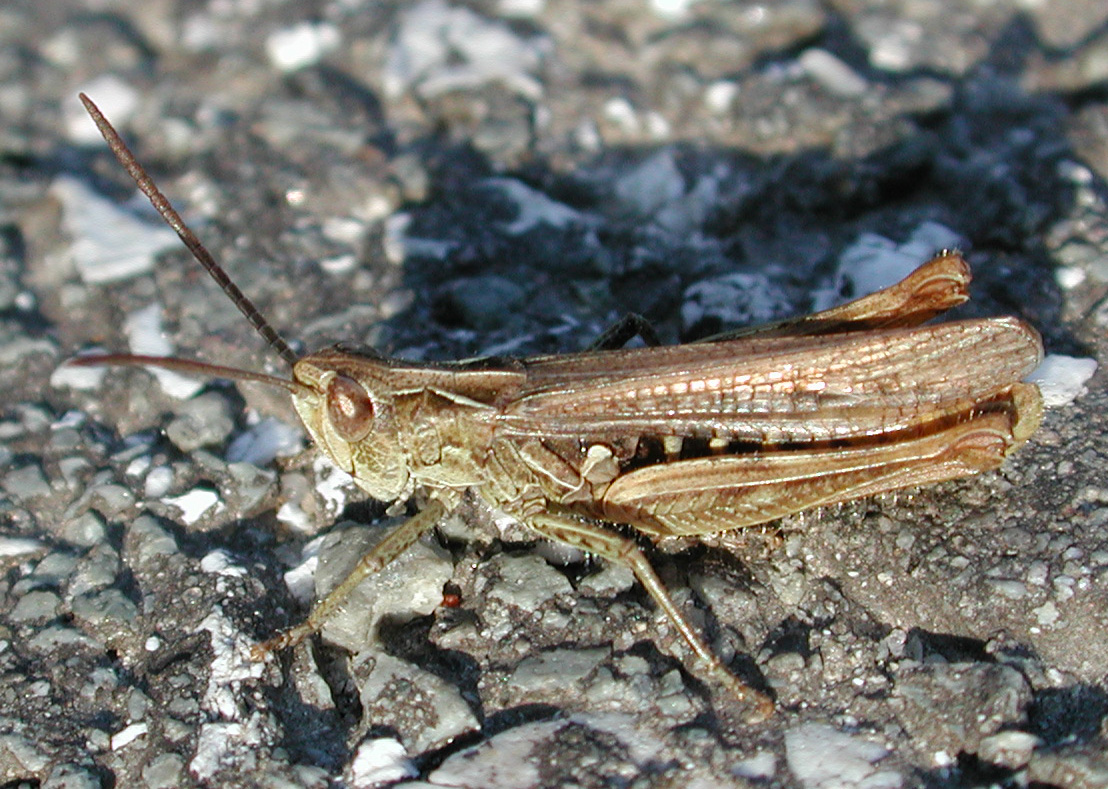
Mannetje
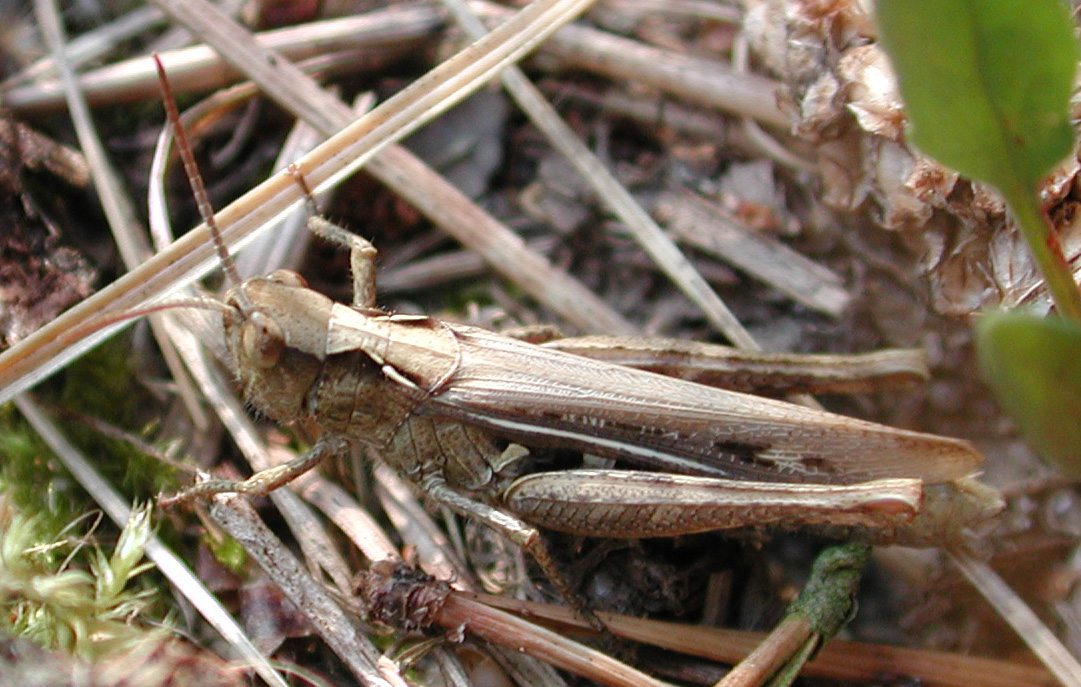
Vrouwtje
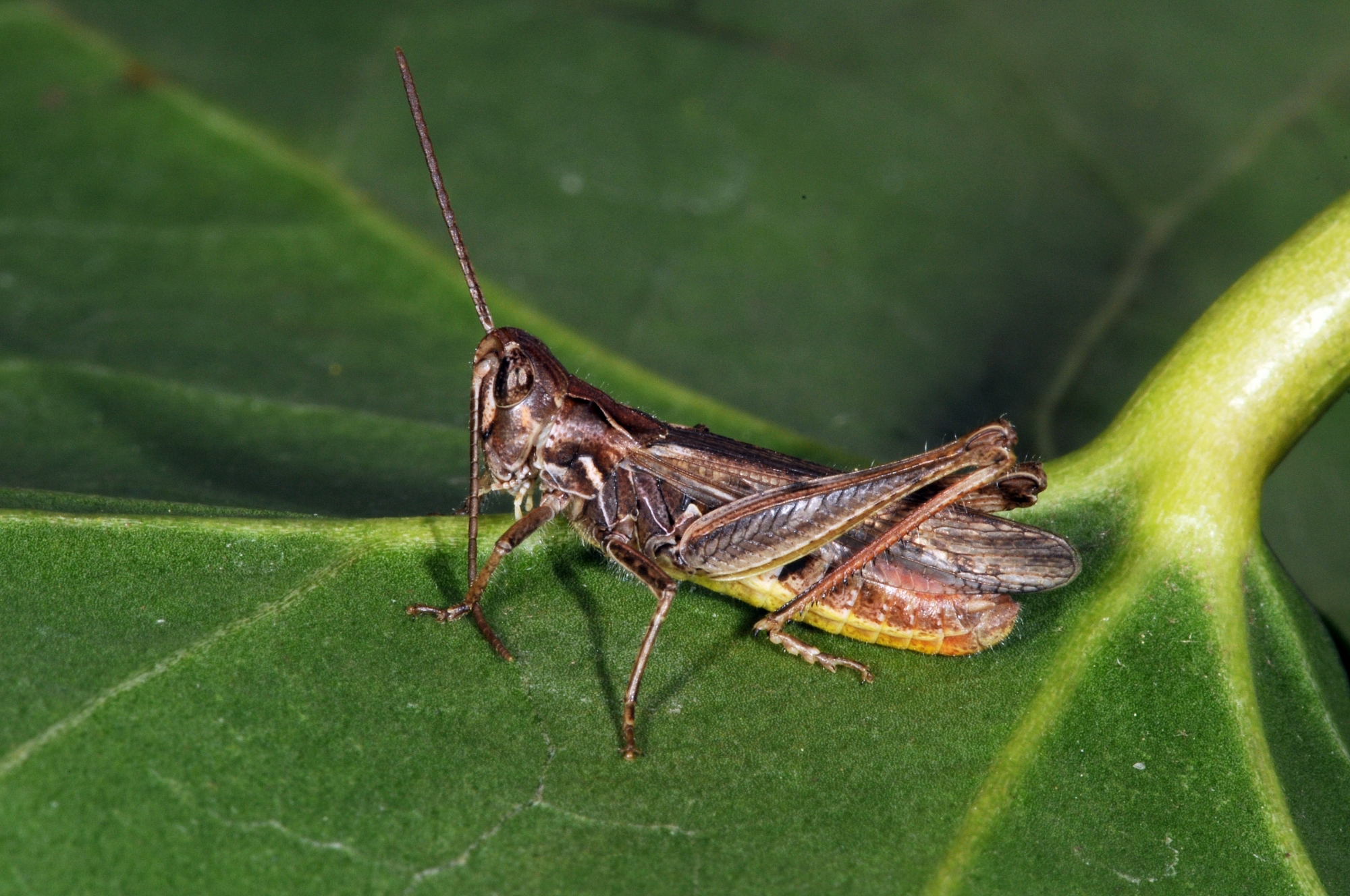
Vrouwtje
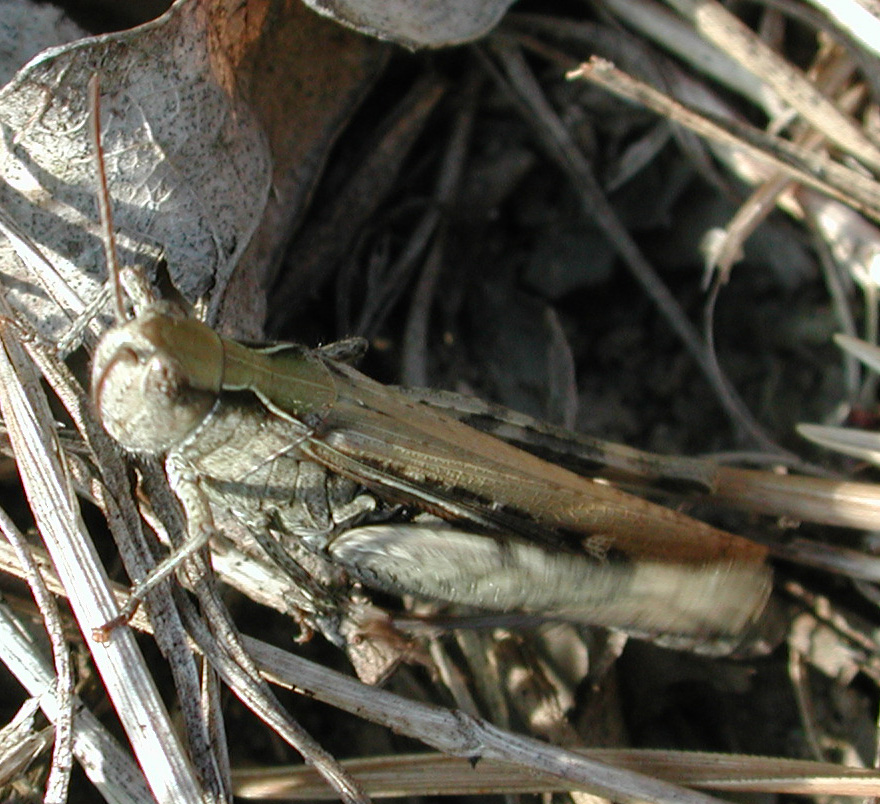
Stridulerend vrouwtje